# Лекарское
Лекарское (укр. Лікарське) — село,
Постольненский сельский совет, Сумский район, Сумская область, Украина.
Код КОАТУУ — 5924786704. Население по переписи 2001 года составляло 368 человек.

## Географическое положение
Село Лекарское находится на берегу безымянной речушки, которая через 8 км впадает в реку Вир,
ниже по течению на расстоянии в 1 км расположено село Коршачина (Белопольский район).
Рядом проходит железная дорога, станция Лекарское на расстоянии в 1 км.

## Экономика
- Свинотоварная ферма.